# Disco fonografico

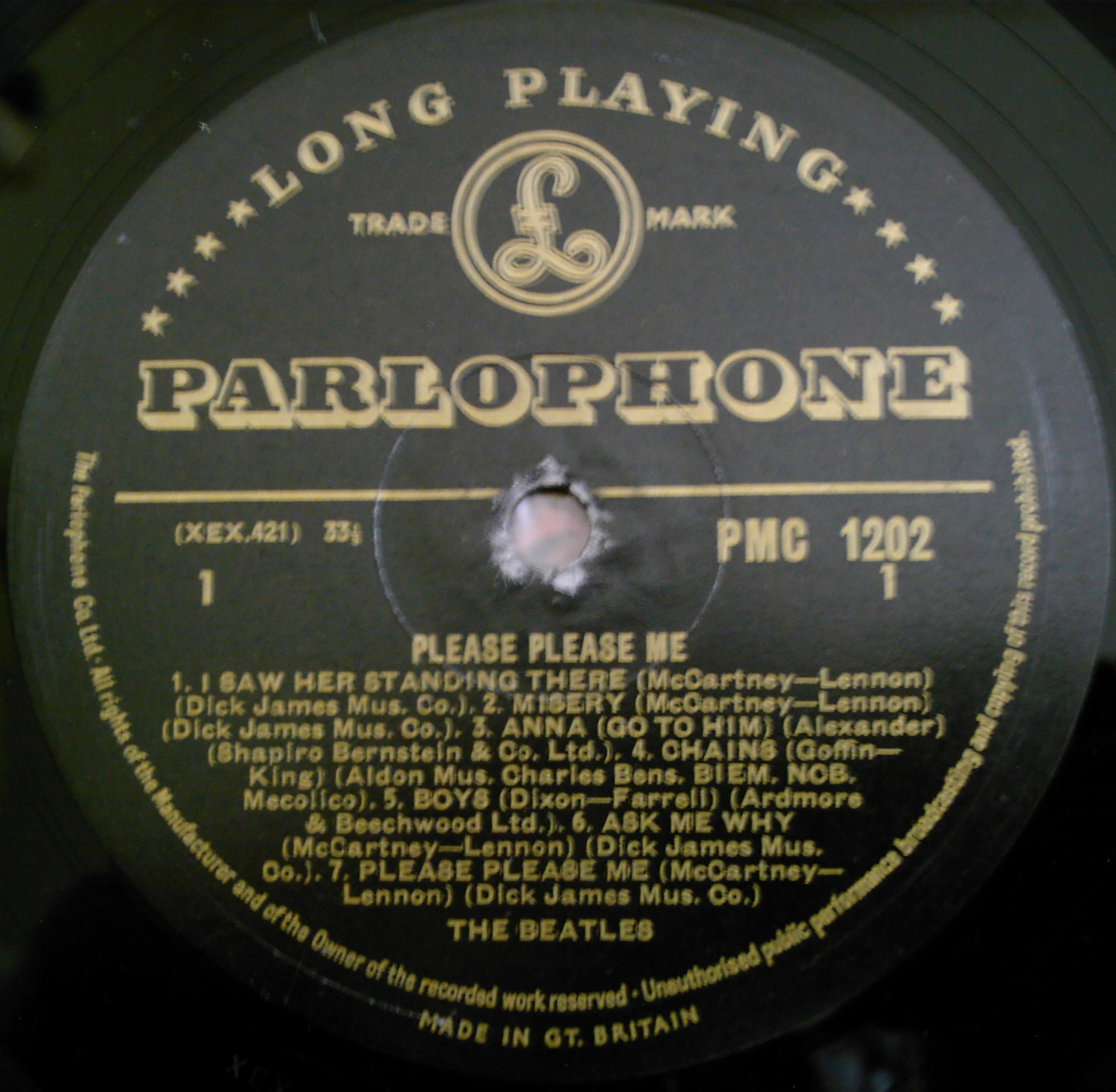
Disco in vinile

Il disco fonografico o grammofonico è un supporto utilizzato per la registrazione sonora. Il primo tipo di disco fonografico, quello a 78 giri, tipicamente in gommalacca, fu inventato da Emile Berliner e introdotto in commercio negli Stati Uniti nel 1889.
Rispetto ai cilindri (i quali, per necessità, erano incisi da un solo lato), i dischi erano più facili da produrre, trasportare e immagazzinare, e avevano il vantaggio di essere più forti (marginalmente). In varie trasformazioni, il formato del disco audio rimase quello principale per le registrazioni audio di consumo fino alla fine del XX secolo, e la doppia facciata del 78 giri in gommalacca è stata standard di musica di consumo dal 1910 alla fine degli anni cinquanta.
Il disco microsolco di vinile fu inventato dall'ingegnere ungherese Peter Carl Goldmark. Venne introdotto nei tardi anni quaranta e i due principali formati furono il 7 pollici o singolo che girava a 45 giri ed il 12 pollici o LP (long-playing) che girava a 33 giri. La sostituzione totale dei 78 giri avvenne nel corso degli anni cinquanta. Il vinile offriva risultati migliori, sia nella stampa che nella riproduzione. Veniva generalmente letto da una puntina in diamante e, riprodotto nel modo appropriato (esatto peso di tracciamento, etc.) offriva una durata maggiore del supporto.

## Storia
Berliner concepì il disco a piastra circolare come supporto audio all'interno di giocattoli parlanti. Fino al 1894 il disco fu dunque utilizzato unicamente a questo scopo. In quell'anno Berliner iniziò a produrre autonomamente dischi sotto l'etichetta Berliner Gramophon, entrando in concorrenza con i cilindri per fonografo di Edison; fu allora che fissò la velocità dei suoi dischi "intorno ai 70 giri al minuto".
Alla fine del XIX secolo e nei primi anni del XX la velocità dei dischi non era ancora uguale per tutte le varie case discografiche. Fra il 1915 e il 1918, ad esempio, la Edison realizzò dei dischi a 80 giri, imitata poi da altre etichette come la Columbia. Solo nel 1925 la velocità fu ufficialmente standardizzata a 78 giri al minuto (esattamente a 78,26).
Le vendite dei dischi superarono quelle dei cilindri intorno al 1910, ed entro la fine della prima guerra mondiale il disco divenne il formato dominante nella registrazione commerciale. Edison, che era il principale produttore di cilindri, creò la Edison Disc Record, nel tentativo di riconquistare il mercato.
I primi dischi a 78 giri erano incisi su una sola facciata; poi la Columbia iniziò a produrre 78 giri con doppia facciata, denominati "Columbia Double disc record". Le prime incisioni a 78 giri erano effettuate senza microfoni e senza energia elettrica ma con soli strumenti meccanici; famose etichette che incisero con questa tecnica furono la Columbia americana e la Società Italiana Fonotipia. Successivamente nelle sale di incisione entrarono i microfoni elettrici, ma sempre corroborati da strumentazioni meccaniche. Infine, negli anni cinquanta, le incisioni dei 78 giri divennero completamente elettriche e di qualità audiofonica assai migliore. La grande diffusione dei 78 giri si ebbe nell'immediato dopoguerra, dal 1946 al 1955; moltissime erano le aziende italiane ed estere che incidevano a 78 giri. Nel panorama italiano vi erano Carisch (che distribuiva anche la Odeon, la Pathé, la Parlophon, la Vis Radio), Cetra, Fonodisco Italiano Trevisan Milano (Fonit), la italo-americana RCA Italiana, Voce del Padrone, la italo-tedesca Durium-Telefunken, la Compagnia Generale del Disco (CGD, di proprietà del cantante Teddy Reno).

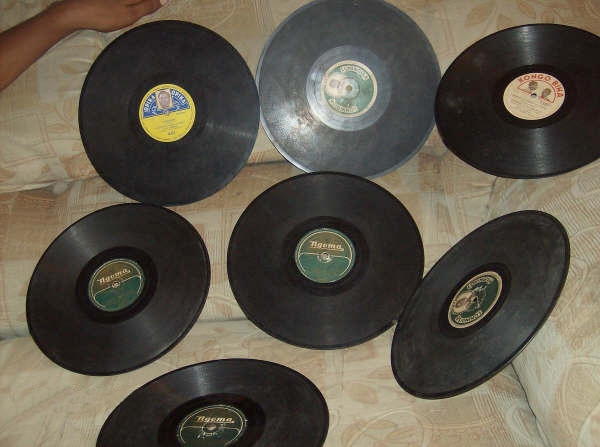
Esempi di dischi 78 giri di origine Congolese

Negli anni cinquanta i dischi in gommalacca vennero soppiantati da quelli in vinile, realizzati in PVC e introdotti nel 1948. Grazie alle migliori caratteristiche tecniche del materiale di supporto ed alla diversa tecnica di incisione, avevano caratteristiche superiori di fedeltà, e il rumore di sottofondo era nettamente diminuito. A partire dal 1951, inoltre, con l'invenzione del cosiddetto "microsolco", anche la durata aumentò notevolmente: un solco di dimensione minore consentiva una maggiore durata di registrazione, mediamente 25 minuti a facciata nei 33 giri e fino a 40 minuti per le opere liriche.
I tipi più comuni di disco in vinile sono i 7", 10" e 12", con velocità di riproduzione di 45 giri e 33⅓ giri. I dischi in vinile vennero, troppo ottimisticamente, pubblicizzati come "indistruttibili". Non lo erano, ma erano molto meno fragili di quelli in gommalacca. Essendo il vinile incolore (trasparente), si decise di inserire nella composizione una pigmentazione nera, per rendere ben visibili le tracce incise; alcuni vennero realizzati anche in colori diversi come rosso, traslucido, etc.
A partire dal 1958, i dischi fonografici in commercio iniziarono ad avere proprietà stereofoniche: il solco inciso aveva una duplice componente, in modo da contenere due flussi informativi sonori, ognuno dei quali destinato a essere riprodotto da un diverso diffusore acustico posizionato nell'ambiente d'ascolto.

## Funzionamento
Il principio di funzionamento del disco fonografico è sempre lo stesso, a prescindere dal materiale: durante la fase di incisione il disco ruota a velocità costante sul piatto di un fonoincisore mentre vi viene inciso un solco a forma di spirale di Archimede. La forma di tale solco viene modulata, tramite un trasduttore, con il segnale da registrare e ne riproduce l'andamento. Nella fase di riproduzione la rotazione del disco fa sì che la puntina generi vibrazioni derivanti dall'irregolarità del solco che, per mezzo dello stilo su cui è montata, vengono portate ad un trasduttore (fonorivelatore), il quale, partendo dal movimento meccanico, genera un segnale elettrico.

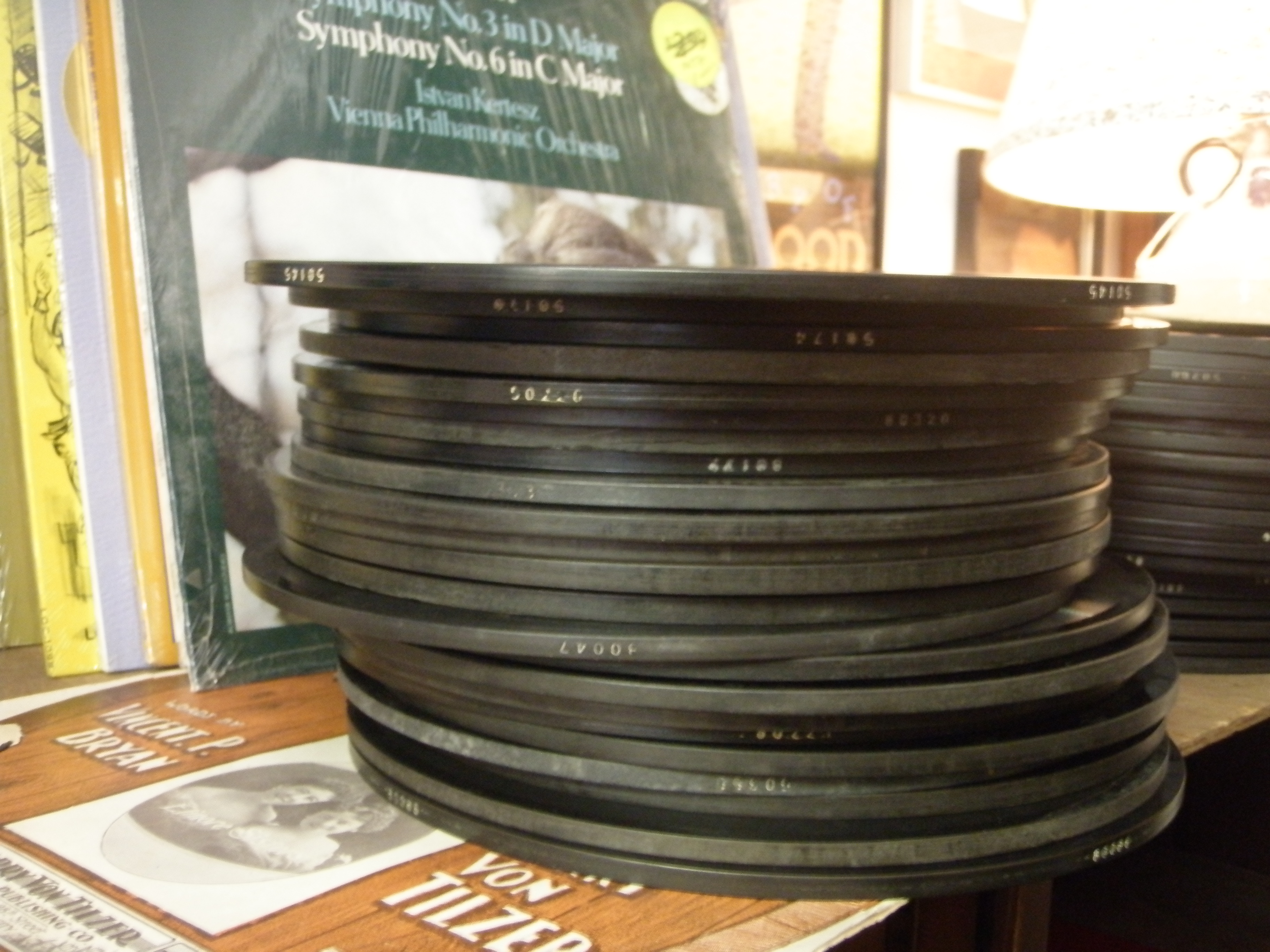
Una pila di dischi Edison a 80 giri.

I dischi a 78 giri e i primi dischi microsolco erano registrati con il segnale di un solo canale; erano perciò detti monofonici. Negli anni trenta fu ideata una tecnica che permetteva di registrare contemporaneamente due segnali su un'unica traccia sfruttando il movimento verticale e quello orizzontale dello stilo. Registrando il segnale di somma (destro + sinistro) con movimenti orizzontali e il segnale di differenza con movimenti verticali, fu possibile riprodurre i due canali necessari ad una riproduzione stereofonica mantenendo comunque la compatibilità col vecchio formato monofonico. Tale tecnologia non fu commercializzata fino agli anni sessanta e si affermò solo nel corso degli anni settanta.